# Alton (Wiltshire)
Alton è un villaggio e una parrocchia civile della contea del Wiltshire, Distretto di Kennet nel Sud Ovest dell'Inghilterra, Regno Unito.

## Geografia

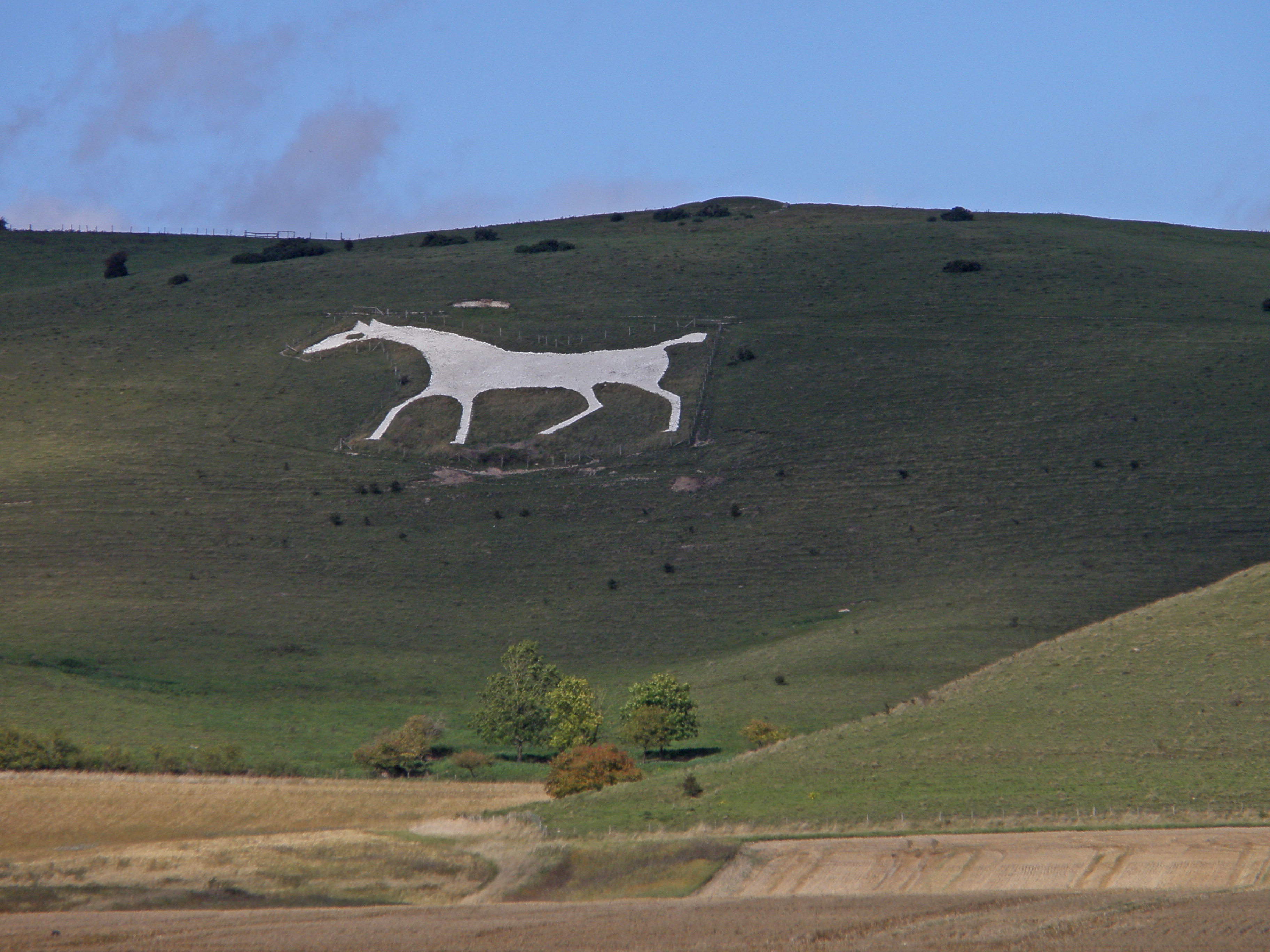
Cavallo bianco di Alton Barnes

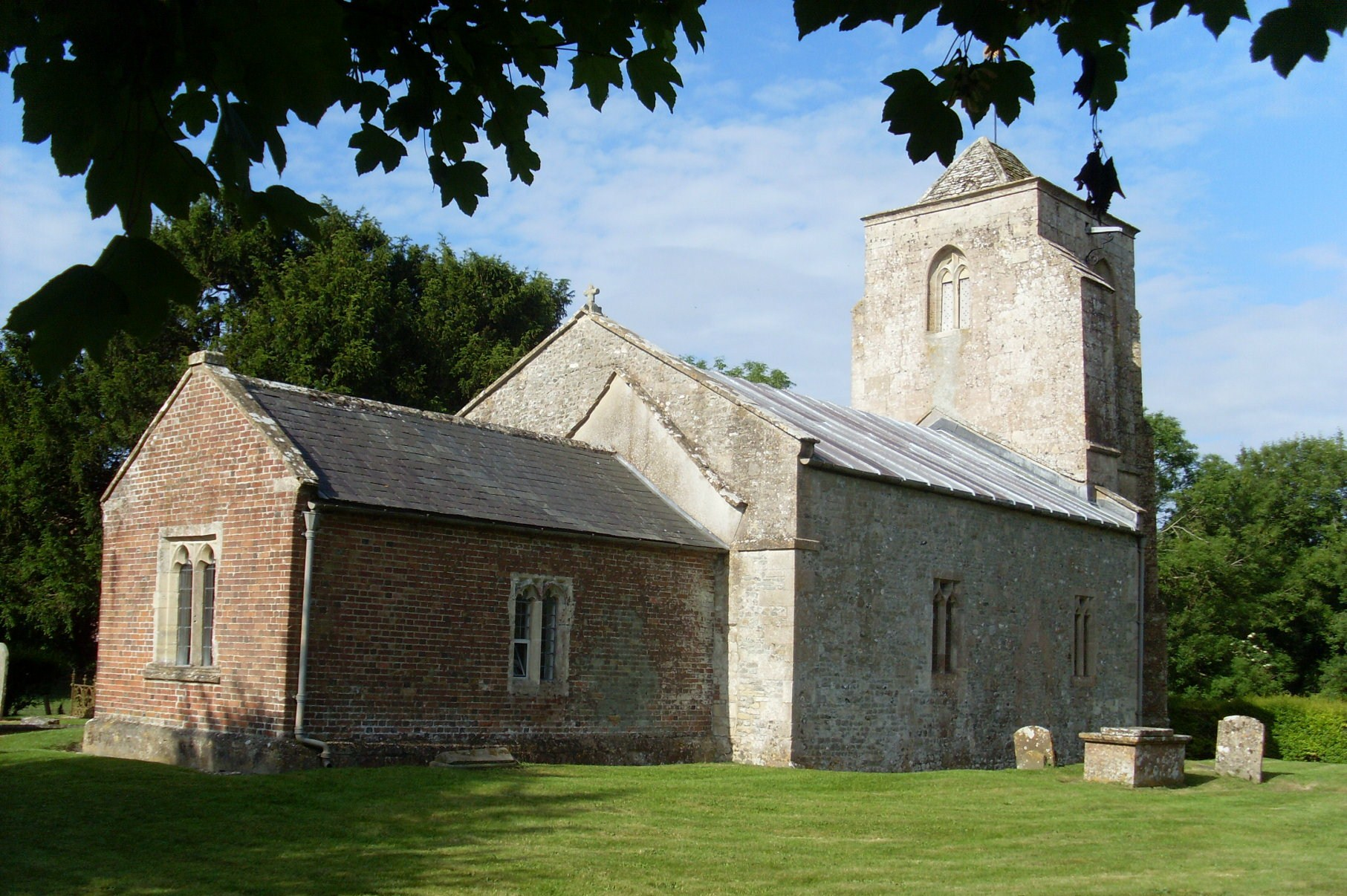
Priorato di Tutti i Santi

Alton comprende i territori di Alton Barnes, Alton Priors e Honeystreet sul canale Kennet e Avon. Si trova ad est di Devizes. Il nord del territorio si trova sui Marlborough Downs e comprende parte di Milk Hill, il punto più alto del Wiltshire a 295 metri sul livello del mare.

## Storia
L'esistenza di un certo numero di terrapieni e fossati, tra cui Eald Burgh, ha permesso di risalire a insediamenti dell'età del ferro al confine con Stanton St Bernard sulle colline sopra Alton. Il villaggio di Alton Barnes, che presumibilmente prese il suo suffisso dai membri della famiglia Berners, forse signori del maniero che risaliva al XII secolo e in seguito affittuari di una proprietà libera ad Alton, crebbe sulla linea delle sorgenti vicino a Broad Well, dall'altro lato del quale giaceva Alton Priors. Nel 1766 il villaggio apparentemente mantenne le sue antiche forme. La chiesa e la canonica, la casa padronale e la fattoria demaniale erano raggruppate accanto al ruscello. Le fattorie degli affittuari sorgevano accanto a un sentiero a breve distanza a nord della chiesa e fino al 1580 circa un mulino sorgeva a breve distanza a sud. Gli edifici per abitazione che sorgevano ad Alton Barnes nel 1766, e quelli costruiti in seguito andarono tutti in rovina. Nel 1428 c'erano meno di dieci famiglie e anche i ricavi fiscali del XVI secolo erano bassi. Indagini archeologiche della fine del XX secolo hanno trovato un sistema di campi celtici vicino a Wansdyke e indicano la probabilità di antichi insediamenti nella zona. Il villaggio di Shaw esisteva già nel 1086. Gli scavi della chiesa nel 1929 indicano che il villaggio si trovava un po' a sud di Wansdyke, a ovest del boschetto di Shaw. All'inizio del XV secolo Shaw fu unita ad Alton e le sue fattorie si fusero con le fattorie di Alton.

## Monumenti e luoghi d'interesse
Nel territorio di Alton sono presenti vari edifici e località di interesse. Tra questi:
- Chiesa della Santa Vergine Maria. La chiesa risale al X secolo, appartiene alla diocesi di Salisbury e dal 27 maggio 1964 è un monumento classificato di primo grado per il suo particolare interesse storico e architettonico.[4]
- Priorato di Tutti i Santi di Alton Barnes. Si tratta di centro abitato minore con una chiesa del XII secolo che dal 27 maggio 1964 è considerata un monumento classificato di secondo grado.[5][6]
- Cavallo bianco di Alton Barnes. Il White Horse, è tagliato nel gesso sulla collina a circa 1.000 metri a nord del villaggio di Alton Barnes, fu commissionato nel 1812 da Robert Pile (o Pyle), un mezzadro locale. Pagò 20 sterline a John Thorne, un pittore di insegne noto come Jack the Painter, per progettare e tagliare il cavallo. Thorne tuttavia intascò un anticipo il compenso e se ne andò lasciando il compito a John Harvey. Il cavallo è di notevoli dimensioni e visibile dall'alto e sembra che sia più piccolo delle sue dimensioni originali. Richiede una manutenzione regolare per evitare che vengaricoperto dalla vegetazione.[7][8]